# Polypedilum lobiferum
Polypedilum lobiferum är en tvåvingeart som beskrevs av Freeman 1954. Polypedilum lobiferum ingår i släktet Polypedilum och familjen fjädermyggor. Inga underarter finns listade i Catalogue of Life.